# La miezul nopții (film din 1945)
La miezul nopții (titlul original: în engleză Dead of Night) este un film de groază de antologie  britanic din 1945, realizat de studiourile Ealing. Segmentele individuale au fost regizate de Alberto Cavalcanti, Charles Crichton, Basil Dearden și Robert Hamer. Îl film joacă actorii Mervyn Johns, Googie Withers, Sally Ann Howes și Michael Redgrave. Filmul este cel mai bine amintit pentru finalul său, cu Redgrave și se referă la o păpușăventriloc răuvoitoare. 
Dead of Night se deosebește de filmele britanice din anii 1940, perioadă în care au fost produse câteva filme horror (filmele de groază au fost interzise în Marea Britanie în timpul războiului). A avut o influență asupra filmelor britanice ulterioare. Ambele povestiri ale lui John Baines au fost reciclate în filmele ulterioare, iar episodul cu un manechin ventriloc posedat a fost adaptat în episodul pilot al serialului radio CBS de lungă durată Escape. 
Cu toate că este creat în primul rând în genul horror, există elemente de comedie ca o amprentă a studioului. 

## Intrigă
O mașină merge pe un drum de țară și se oprește. Bărbatul care conduce mașina privește în sus și vede o cabană, iar fața lui devine nedumerită. Se duce la cabană, unde Elliot Foley (Roland Culver) îl întâmpină în alee. Șoferul este Walter Craig (Mervyn Johns), un arhitect pe care Foley l-a invitat în casa sa din Kent, pentru a se consulta cu acesta în privința unor renovări. După ce a intrat în camera de zi a cabanei, Craig îi dezvăluie lui Foley și celorlalți oaspeți ai săi că, deși nu i-a văzut niciodată, îi știe cumva pe toți dintr-un vis recurent.
Se pare că nu are cunoștințe anterioare despre oaspeții său, dar este capabil să prezică evenimente viitoare spontane din casă înainte ca acestea să se întâmple. Craig își amintește parțial cu o oarecare consternare că ceva îngrozitor se va întâmpla mai târziu și ajunge să fie tot mai perturbat.  
Dr. Van Straaten (Frederick Valk), un psiholog cu accent german, încearcă să-l convingă pe Craig că temerile sale sunt nefondate. Ceilalți oaspeți încearcă să testeze perspectivele lui Craig și încearcă să-l ajute, în timp ce prezintă diverse povestiri despre evenimente neobișnuite sau supranaturale pe care le-au trăit sau le-au fost povestite. 
Printre acestea se numără premoniția unui șofer care l-a scăpat dintr-un accident, o întâlnire fantomatică în timpul unei petreceri de Crăciun a copiilor, o oglindă străveche bântuită, o poveste despre doi jucători de golf obsedați, dintre care unul este bântuit de fantoma celuilalt și de povestea unui ventriloc dezechilibrat (Michael Redgrave) care crede cu adevarat ca păpușa lui este vie. 
După ce poveștile sunt spuse, Craig ucide pe unul dintre invitați, apoi intră cumva în pielea unora dintre personajele poveștilor. Unul dintre aceste personaje încercă să-l stranguleze pe Craig, de pe pătuț, de peretele unei celule a închisorii. 
În sfârșit, Craig se luptă cu hainele sale într-un dormitor luminat de soare, în timp ce se aude un telefon. Soția ii aduce telefonul, este un apel de la Elliot Foley, care îl invită la el acasă, pentru a se consulta cu privire la unele renovări. Soția lui Craig îi sugerează că un weekend la țară l-ar putea ajuta să scape de coșmarurile sale cumplite. 
În cele din urmă, Craig merge pe un drum de țară până la cabana lui Foley din Kent. 

## Distribuție

### Povestea principală
(Regizat de Basil Dearden) 
- Anthony Baird (creditat ca Antony Baird) ca Hugh Grainger
- Roland Culver ca Eliot Foley
- Renée Gadd ca doamna Craig
- Sally Ann Howes ca Sally O'Hara
- Mervyn Johns ca Walter Craig
- Barbara Leake în rolul doamnei O'Hara
- Mary Merrall ca doamna Foley
- Frederick Valk ca Dr. van Straaten
- Googie Withers ca Joan Cortland

### Șoferul aspru
(Regizat de Basil Dearden; bazat pe „The Bus-Conductor” de E. F. Benson, publicat în The Pall Mall Magazine în 1906) 
- Anthony Baird ca Hugh Grainger
- Judy Kelly ca Joyce Grainger
- Miles Malleson ca șofer aspru
- Robert Wyndham ca Dr. Albury

### Petrecerea de Crăciun
(Regizat de Alberto Cavalcanti; poveste de Angus MacPhail ) 
- Michael Allan ca Jimmy Watson
- Sally Ann Howes ca Sally O'Hara
- Barbara Leake ca doamna O'Hara

### Oglinda bântuită
(Regizat de Robert Hamer; poveste de John Baines) 
- Ralph Michael ca Peter Cortland
- Esmé Percy ca domnul Rutherford, comerciant de antichități
- Googie Withers ca Joan Cortland

### Povestea golfului
(Regizat de Charles Crichton ; bazat pe "Povestea duhului neexperimentat; The Story of the Inexperienced Ghost" de H G Wells ) 
- Peggy Bryan ca Mary Lee
- Basil Radford ca George Parratt
- Naunton Wayne ca Larry Potter
- Peter Jones ca Fred barmanul (nemenționat)

### Păpușa ventrilocului
(Regizat de Alberto Cavalcanti, poveste de John Baines) 
- Allan Jeayes ca Maurice Olcott
- Magda Kun ca Mitzi
- Miles Malleson ca temnicer
- Garry Marsh ca Harry Parker
- Hartley Power ca Sylvester Kee
- Michael Redgrave ca Maxwell Frere
- Frederick Valk ca Dr. van Straaten
- Elisabeth Welch ca Beulah

## Lansare
Filmul a avut premiera la cinematograful Gaumont Haymarket din Londra, la 9 septembrie 1945.  

## Recepție

### Box office
Conform Kinematograph Weekly, filmul s-a comportat bine la box office-ul britanic în 1945  Cel mai mare câștigător la box office în 1945 în Marea Britanie a fost The Seventh Veil, care a fost urmat de filmele (în ordinea premierei), Madonna of the Seven Moons, Old Acquaintance, Frenchman's Creek, Mrs Parkington, Arsenic and Old Lace, Meet Me in St Louis, A Song to Remember, Since You Went Away, Here Come the Waves, Tonight and Every Night, Hollywood Canteen, They Were Sisters, The Princess and the Pirate, The Adventures of Susan, National Velvet, Mrs Skefflington, I Live in Grosvenor Square, Nob Hill, Perfect Strangers, Valley of Decision, Conflict și Duffy's Tavern. Cele britanice au fost They Were Sisters, I Live in Grosvenor Square, Perfect Strangers, Madonna of the Seven Moons, Waterloo Road, Blithe Spirit, The Way to the Stars, I'll Be Your Sweetheart, Dead of Night, Waltz Time și Henry V.

### Recepție critică
Pe Rotten Tomatoes are un rating de  97% pe baza a 31 de recenzii, cu un scor de 8,07din 10. Consensul critic al site-ului este că: „având patru regizori desăvârșiți, Dead of Night este o antologie clasică de groază care rămâne extrem de influentă”.
Într-o recenzie contemporană, Monthly Film Bulletin  a lăudat povestea ventrilocului, afirmând că este „probabil cea mai bună” și că a fost probabil „cea mai finisată lucrare de mulți ani” a lui Cavalcanti. Recenzia i-a lăudat pe Basil Radford și Naunton Wayne pentru că au jucat „roluri de personaje comice și excelente” și a ajuns la concluzia că regia artistică (Michael Relph), iluminatul (Stan Pavey și Douglas Slocombe) și montajul (Charles Hassey) se combină pentru a face cel mai omogen film produs vreodată de un studio din Anglia". Criticul de film Leonard Maltin a dat filmului 4 stele dintr-un total de 4.

## Moștenire
Povestea circulară din Dead of Night a inspirat teoria stării staționare, un model cosmologic propus la sfârșitul anilor 1940 (din 1948) de Fred Hoyle, Thomas Gold și Hermann Bondi, care presupune că Universul este etern și neschimbat.
Mario Livio în Brilliant Blunders citează impactul unei vizionări a filmului Dead of Night asupra astrofizicienilor Fred Hoyle, Herman Bondi și Thomas Gold. "Gold a întrebat brusc," Ce se întâmplă dacă universul este așa?" ceea ce înseamnă că universul ar putea să se auto-repete veșnic, fără să aibă început sau sfârșit. În imposibilitatea de a respinge această conjectură, au început să se gândească serios la un univers neschimbat, un univers în stare de echilibru. 
La începutul anilor 2010, Time Out  a realizat un sondaj cu mai mulți autori, regizori, actori și critici care au lucrat în cadrul genului horror pentru a vota filmele lor de top. Dead of Night s-a plasat pe locul 35 în lista acestora cu 100 de filme. Regizorul Martin Scorsese a plasat Dead of Night pe lista sa cu cele mai înfricoșătoare filme horror din toate timpurile.
Scriitorul și regizorul Christopher Smith s-a inspirat din narațiunea circulară (recurentă) din Dead of Night când a realizat filmul său Triunghiul din 2009.
O poză a lui Redgrave din film apare pe coperta albumului Merrie Land, un album al celor de la The Good, the Bad &amp; the Queen.
Tema unui coșmar recurent a fost folosită ulterior în alte lucrări și în mass-media: 
- „Joc de umbre”, un episod din 1961 al Zonei crepusculară
- „Miracolul secret”, o povestire de Jorge Luis Borges care conține și un coșmar recurent în interiorul unei povești principale

Tema ventrilocului nebun a fost folosită anterior și ulterior și în alte lucrări și în mass-media: 
- Marele Gabbo, un film din 1929 cu Erich von Stroheim
- Knock on Wood (1954), o comedie muzicală a lui Danny Kaye
- "Ochiul de sticlă", un episod din 1957 al serialului de televiziune Alfred Hitchcock prezintă..., cu Jessica Tandy
- "The Dummy", un episod din 1962 din serialul de televiziune Zona crepusculară, cu Cliff Robertson
- "Caesar and Me", un episod din 1964 din Zona crepusculară, cu Jackie Cooper
- Devil Doll, un film din 1964 cu Bryant Haliday
- Magic, un film din 1978 cu Anthony Hopkins
- Nu s-ar putea întâmpla aici, un film din 1988 al celor de la Pet Shop Boys
- The Ventriloquist and Scarface, un personaj fictiv care este un oponent al lui Batman, a apărut în 1988
- „The Puppet Show”, un episod din 1997 al seriei Buffy, spaima vampirilor
- Dead of Night, expoziție de artă din 2003 realizată de Beagles & Ramsay
- Dead Silence (Liniște mortală), un film din 2007 cu Judith Roberts și Donnie Wahlberg
- The Beaver (Castorul), un film din 2011 cu Mel Gibson .

Tema premoniției accidentului fatal a fost folosită și în alte lucrări și în mass-media: 
- „The Bus-Conductor”, o scurtă povestire a lui E. F. Benson publicată în The Pall Mall Magazine în 1906, care a stat la baza segmentului din Dead of Night.
- Famous Ghost Stories, o antologie din 1944 de Bennett Cerf care redă povestea scurtă a lui Benson, dar schimbă personajul principal în femeie și transferă acțiunea în New York
- „Douăzeci și doi”, un episod din 1961 din Zona crepusculară inspirat din povestea lui B. Cerf

Tema unei oglinzi care face o vrajă ucigașă a fost folosită și în alte lucrări și în mass-media: 
- „Oglinda”, un episod din 1961 din Zona crepusculară